# Nyanaberi Forest Park
Der Nyanaberi Forest Park (andere Schreibweise Nyamberi Forest Park und Nyanberi Forest Park) ist ein Waldgebiet im westafrikanischen Staat Gambia.

## Topographie
Das 1198 Hektar große Waldgebiet liegt in der Lower River Region im Distrikt Jarra Central und wurde wie die anderen Forest Parks in Gambia zum 1. Januar 1954 eingerichtet. Es liegt rund 7,3 Kilometer östlich von dem nächsten größeren Ort Soma entfernt. Bei Soma liegt auch Mansa Konko, der Hauptort der Division. Die Süduferstraße, Gambias wichtigste Fernstraße, die von Soma zu den östlichen Landesteilen führt, durchquert selber das Waldgebiet.